# CHECKERS IN TAN TAN たぬき
『CHECKERS IN TAN TAN たぬき』（チェッカーズ・イン・タンタンたぬき）は、1985年4月27日に公開されたチェッカーズ初主演映画。脚本・監督は川島透、撮影は前田米造。
チェッカーズのメンバーがチェッカーズとして実名で出演する冒険ファンタジー。劇中では「あの娘とスキャンダル」「涙のリクエスト」「ギザギザハートの子守唄」「星屑のステージ」などチェッカーズのヒット曲が使われる（「あの娘とスキャンダル」は主題歌である）。

## ストーリー

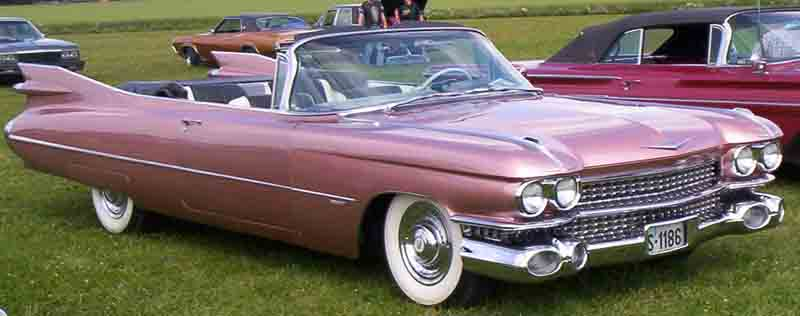
物語に登場するキャデラック

山奥の森の中、超能力を持つたぬきたちが人間に化け、音楽を奏で踊りに興じ平和に暮らしていた。だがある日、その超能力を悪用しようとする国際的陰謀団「オペレーション・ランプーン」が彼らを襲った。命からがら逃げ出した七匹のたぬき（チェッカーズ）は貨物列車に忍び込み、大好きな音楽への熱い想いを胸に、人間に化け東京へ向かう。彼らと合流し損ねた妹分のタヌキ・ポン（遠藤由美子）は、通りかかったカメラマン冬木（ジョニー大倉）と、彼の恋人のDJ由美（宮崎美子）と出会い、タレントとして冬木のもとに身をよせることになった。東京に着いた七匹のたぬきは、マネージャー芝山（尾藤イサオ）と出会い、超スピードでスーパースター「チェッカーズ」となっていった。
無意識にたぬきが持つ超能力を使ってしまい、かつてオカルト番組で名を売ったTVディレクター矢尾（財津一郎）に正体をしられてしまうチェッカーズ。そんな中、フミヤが行方不明になった。彼はオペレーション・ランプーンによってハワイに誘拐され、敵の本部に監禁されたのだ。同じ頃、モデルの仕事でハワイに行ったポンはテレパシーでフミヤの居場所を知ったが、同様に捕われてしまった。
フミヤがハワイにいることを突き止めた残りのメンバーは、救出に向かい、超能力でフミヤとポンを助け出した。しかし、たぬきであることを世間に知られ、歌手活動を諦めるチェッカーズ。せめて予定のコンサートを無観客で決行し、テレビ中継したチェッカーズは、故郷の森に帰る為に、ピンクのキャディラックで東京を後にした。途中、海岸で休憩するチェッカーズを取り囲む無数のファンたち。「たぬきだって構わない。帰って来て！」と叫ぶファンたちに、チェッカーズは笑顔と歌声で応えるのだった。

## キャスト
チェッカーズ
演 - チェッカーズ、藤井郁弥（フミヤ）、武内享（トール）、高杢禎彦（モク）、大土井裕二（ユウジ）、鶴久政治（マサハル）、徳永善也（クロベー）、藤井尚之（ナオユキ）
超能力を持つタヌキたち。住んでいた山を追われ人間に化け上京。「チェッカーズ」を結成し人気を得る。
芝山はじめ
演 - 尾藤イサオ
チェッカーズのマネージャー。以前ついていた演歌歌手の地方巡業に同行していた際、場末の食堂で演歌歌手がトイレに席を立った隙にトオルが声をかけた事をきっかけにチェッカーズのマネージャーに。シングルがヒットしたらピンクのキャデラック、59年型コンバーチブルを買う事をメンバーと約束。
ポン
演 - 遠藤由美子
山狩りで仲間を失った雌たぬき。少女の姿のまま呆然としている所を冬木に見つけられ、そのまま世話になる。
冬木洋介
演 - ジョニー大倉
カメラマン。恋人とドライブ中たぬきの宴に遭遇、山狩りに驚き逃げ出す最中、一人でいるポンに気づき東京に連れ帰り居候させるうち、ポンのモデルとしての素質を見抜く。
岸田由美
演 - 宮崎美子
冬木の恋人。ラジオのディスクジョッキー。担当番組にチェッカーズが出演。
矢尾勘平
演 - 財津一郎
歌番組のディレクター。かつて「オカルト勘平」と言われるほど超常現象番組の敏腕ディレクターだったが、ある時を境に八百長だと揶揄され、今や、歌番組のディレクターまでに落ちぶれたと嘆いている。いち早くチェッカーズの正体をたぬきと見抜き、そのしっぽをつかむべくやっきになる。
ロバート・クラム
演 - ジョン・バン・デレーレン
動物の持つ超能力を悪用しようとする国際的陰謀団「オペレーション・ランプーン」（狸作戦）の本部長。狼、狐、イタチの実験が振るわず、現在は日本のたぬきに目をつけ研究、説得を試みるも、英語が通じないことに憤りを感じている。
ジョージ・片山
演 - 笹野高史
狸作戦要員通訳。ロバートの命を受け、たぬきに英会話を教える。
スティーブ
演 - ダニー・ゴールドマン
狸作戦要員通訳。
秘書官
演 - ティオ・ユルス
掃除婦
演 - バニー・サマーズ
スティーブの母親。
鈴木
演 - 伊藤克信
BOW TVのAD。
テレビレポーター
演 - 戸川純、鈴木ヤスシ、沼田爆、ヨネスケ、桂才賀
チェッカーズの会見内容やニュースを伝える。
老夫婦
演 - 大泉滉・楠トシエ
テレビ局・局長
演 - 仲谷昇
BOW TVの局長。
ガソリンスタンドの店員
演 - 柴田恭兵
チェッカーズが乗るキャデラックが給油に立ち寄ったスタンドの従業員。チェッカーズに驚き、「チョッカーズ」と驚きの声をあげる。
テレビ局の老婦人
演 - 浦辺粂子
ガードマン・駅員
演 - 小松政夫
演歌歌手
演 - 千うらら
床屋
演 - 木田三千雄
老師
演 - 有島一郎
老師タヌキ。たぬきたちにたぬきの心得を教える。

## スタッフ
- 監督・脚本 : 川島透
- 音楽監督 : 芹澤廣明
- クリエイティブ・ディレクション : 秋山道男
- 撮影 : 前田米造
- 照明 : 矢部一男
- 録音 : 小野寺修
- 美術 : 中澤克巳
- 編集 : 冨田功
- 音楽プロデューサー : 吉田就彦
- 助監督 : 佐藤雅道、三輪誠之、阪本順治、出射均
- 製作主任 : 服部紹男
- ファッションアドバイザー : 堀越絹衣
- ヘアメイクアドバイザー : 本多三樹夫
- キャスティング : 笹岡幸三郎
- スペシャルエフェクトスーパーバイザー : 佐川和夫
- 助監督（特撮・チーフ） : 辻井孝夫
- 視覚効果 : 中野稔
- 特殊メイク : 仁瓶まゆみ
- 特殊造形 : 林田裕至、古賀信明、若狭新一
- 特殊美術 : 及川一
- 技斗 : 高瀬将嗣
- 現像 : 東京現像所
- スタジオ : にっかつ撮影所
- アニメーション : 白組
- プロデューサー : 岡田裕、角谷優
- 製作助手 : 河井真也、小池英彦
- 製作補佐 : 中川好久、酒井彰
- コーディネーター : 佐々木太郎
- 製作者 : 日枝久
- 製作総指揮 : 鹿内春雄
- 製作協力 :ニッポン放送、ニュー・センチュリープロデューサーズ

## 製作
製作はフジテレビ、ニッポン放送、キャニオンレコードの3社で、製作協力がニュー・センチュリープロデューサーズ。製作費2億円。監督・脚本を川島透に発注した時点では『チ・ン・ピ・ラ』風の映画になるのではと予想された。1985年1月7日、製作発表会見、1月20日クランクイン、1985年2月中にクランクアップ。

## 作品の評価

### 受賞歴
- 第9回日本アカデミー賞（1986年）話題賞[3]、最優秀撮影賞、最優秀照明賞受賞[4]。
- 第40回毎日映画コンクール（1987年）スポニチグランプリ新人賞受賞。

## テレビ放送
テレビ初放送は1986年8月2日。

## ビデオ
ポニーから発売されたビデオは1986年時点で5万本を売り上げた。

## 関連作品
映像ソフト
- メイキング・オブ・TAN TAN たぬき（VHS）（1985年4月12日、ポニー V68X1184）
- CHECKERS in TAN TAN たぬき（VHS）（1985年6月5日、ポニー PCVP-10082）
- CHECKERS in TAN TAN たぬき（2本組 VHS）（1985年、ポニー V138F1202）- 映画本編とメイキングビデオを同梱した「豪華版」
- CHECKERS in TAN TAN たぬき（LD）（1985年8月21日、ポニー G88F-0046）
- CHECKERS in TAN TAN たぬき（DVD）（2002年3月20日、フジテレビ/ポニーキャニオン PCBC-50192）
- CHECKERS in TAN TAN たぬき （Blu-ray）（2015年12月16日、フジテレビ/ポニーキャニオン PCXC-50114）

サウンドトラック盤
- CHECKERS in TAN TAN たぬき（LP）（1985年4月27日、キャニオンレコード C28A0405）
- CHECKERS in TAN TAN たぬき（CD）（1985年6月5日、ポニーキャニオン D32A0089）

ゲームソフト
- CHECKERS in TAN TAN たぬき（MSX専用ソフト）（1985年、PONICA（ポニー））

書籍
- 秋山計画『CHECKERS in TAN TAN たぬき〈高級本格本 (2)〉』（扶桑社、1985年4月）ISBN 4893530399
- 川島透『CHECKERS in TAN TAN たぬき シナリオ』（扶桑社、1985年4月）ISBN 4893530429

## オリジナル・サウンド・トラック
『CHECKERS in TAN TAN たぬき』（チェッカーズ・イン・タン・タン・タヌキ）は、チェッカーズ主演映画『CHECKERS in TAN TAN たぬき』のサウンドトラック盤。1985年4月27日にLPレコードとカセット、6月5日にCDが発売、2004年3月17日にCDが再リリースされた。

### 解説
チェッカーズ主演映画『CHECKERS in TAN TAN たぬき』のサウンドトラック。芹澤廣明が音楽監督を務め、全曲芹澤が作曲・編曲を手掛けた（洋楽カバー曲は除く）。洋楽カバー曲として「オー・キャロル」、「悲しき片思い」、「ハウンド・ドッグ」、「ツイスト・アンド・シャウト」が収録されている。楽曲によっては、曲中に映画のセリフも収録されており、映画に出演した宮崎美子のセリフも収録されている。チェッカーズが洋楽をカバーした楽曲が音源化されているのは、アマチュア試合に参加したコンテスト『Light Music Contest '81』のアナログ盤と本作のみで、プロデビュー後のカバーは本作のみとなっている。

### 収録曲
※全曲　作曲・編曲:芹澤廣明（特記以外）
1. B.G.M.1 (オーバーチュア)
2. オー・キャロル
  - 作詞・作曲:N.SEDAKA & H.GREENFIELD
  - ニール・セダカ「おお!キャロル」のカバー。
3. 悲しき片思い
  - 作詞・作曲:J.SCHROEDER &  M.HAWKER
  - ヘレン・シャピロ「悲しきかた想い」のカバー。
  - 鶴久がリードボーカル。
4. ハウンド・ドッグ
  - 作詞・作曲:J.LEIBER & M.STOLLER

エルヴィス・プレスリー「ハウンド・ドッグ」のカバー。
高杢がリードボーカル。
5. ツイスト・アンド・シャウト
  - 作詞・作曲:B.RUSSEL & P.MEDLEY
  - トップ・ノーツ「ツイスト・アンド・シャウト」のカバー。ビートルズのカバー曲が有名。
6. B.G.M.2 (東京へ)
7. 涙のリクエスト
  - 作詞:売野雅勇
  - 2ndシングル。
  - 本作では、『絶対チェッカーズ!!』収録のアルバム・バージョンを収録。
8. B.G.M.3 (デビューまでの回想)
9. B.G.M.4 (ムーンライト・ポップのテーマ)
10. ムーンライト・レヴュー50s'
  - 作詞:売野雅勇
11. B.G.M.5 (休日の朝)
12. B.G.M.6 (愛のテーマ)
13. B.G.M.7 (ハワイのテーマ)
14. B.G.M.8 (救出作戦)
15. 危険なラブ・モーション①
  - 作詞:藤井郁弥
16. B.G.M.9 (救出)
17. 危険なラブ・モーション②
  - 作詞:藤井郁弥
  - 15～17は、メドレーにて収録。
18. B.G.M.10 (夜明けの砂浜)
19. B.G.M.11 (再会)
20. 星屑のステージ
  - 作詞:売野雅勇
21. B.G.M.12 (帰郷)
22. あの娘とスキャンダル
  - 作詞:売野雅勇／作曲・編曲:芹澤廣明
  - 間奏とエンディングに、ラストシーンのファンの声援が収録。